# Jamelão (cantor)
José Bispo Clementino dos Santos OMC (Rio de Janeiro, 12 de maio de 1913 – Rio de Janeiro, 14 de junho de 2008), mais conhecido como Jamelão, foi um cantor brasileiro, tradicional intérprete dos sambas-enredo da escola de samba Mangueira.

## Biografia
Nasceu no bairro de São Cristóvão e passou a maior parte da juventude no Engenho Novo, para onde se mudou com seus pais. Lá, começou a trabalhar, para ajudar no sustento da família — seu pai havia se separado de sua mãe. Levado por um amigo músico, conheceu a Estação Primeira de Mangueira e se apaixonou pela escola de samba.
Ganhou o apelido de Jamelão na época em que se apresentava em gafieiras da capital fluminense. Começou ainda jovem, tocando tamborim na bateria da Mangueira e depois se tornou um dos principais intérpretes da escola.
Passou para o cavaquinho e depois conseguiu trabalhos no rádio e em boates. Foi "corista" do cantor Francisco Alves e, numa noite, assumiu o lugar dele para cantar uma música de Herivelto Martins.
A consagração veio como cantor de samba. Sua primeira gravadora foi a Odeon. Depois, trabalhou para a Companhia Brasileira de Discos, Philips e mais tarde para a Continental, onde gravou a maioria de seus álbuns, para a RGE e depois para a Som Livre. Entre seus sucessos, estão "Fechei a Porta" (Sebastião Motta/ Ferreira dos Santos), "Leviana" (Zé Kéti), "Folha Morta" (Ary Barroso), "Não Põe a Mão" (P.S. Mutt/ A. Canegal/ B. Moreira), "Matriz ou Filial" (Lúcio Cardim), "Exaltação à Mangueira" (Enéas Brites/ Aluisio da Costa), "Eu Agora Sou Feliz" (com Mestre Gato), "O Samba É Bom Assim" (Norival Reis/ Helio Nascimento) e "Quem Samba Fica" (com Tião Motorista).
De 1949 até 2006, Jamelão foi intérprete de samba-enredo na Mangueira, sendo voz principal a partir de 1952, quando sucedeu Xangô da Mangueira.Em janeiro de 2001, recebeu a medalha da Ordem do Mérito Cultural, entregue pelo então presidente Fernando Henrique Cardoso.
Diabético e hipertenso, Jamelão teve problemas pulmonares e, desde 2006, sofreu dois derrames. Afastado da Mangueira, declarou em entrevista: "Não sei quando volto, mas não estou triste."
Morreu às 4 horas  do dia 14 de junho de 2008, aos 95 anos, na Casa de Saúde Pinheiro Machado, em sua cidade natal, por falência de múltiplos órgãos. O corpo foi sepultado no Cemitério de São Francisco Xavier, no bairro do Caju, no Rio de Janeiro.
Foi um dos homenageados pela Mangueira no enredo de 2022, ao lado de Cartola e Delegado.

## Títulos e estatísticas
|                  | Campeão                                                                    | Vice                                              | Terceiro                                               |
| ---------------- | -------------------------------------------------------------------------- | ------------------------------------------------- | ------------------------------------------------------ |
| Primeira Divisão | 1949 1950 1954 1960 1961 1967 1968 1973 1984-I 1984-II 1986 1987 1998 2002 | 1955 1963 1966 1969 1972 1975 1976 1978 1988 2003 | 1951 1953 1956 1957 1958 1959 1964 1970 1997 2001 2004 |

## Discografias[3]
- (2003) Cada vez melhor • Obi Music • CD
- (2001) Escolas de Samba no Dia da Cultura • CD
- (2000) Por força do hábito • Som Livre • CD
- (1997) A voz do samba • CD
- (1994) Minhas andanças • RGE • LP
- (1987) Recantando mágoas-Lupi, a dor e eu • Continental • LP
- (1984) Mangueira, a super campeã • Continental • LP
- (1980) Jamelão • Continental • LP
- (1977) Folha morta • Continental • LP
- (1975) Jamelão • Continental • LP
- (1975) Samba-enredo-sucessos antológicos • Continental • LP
- (1974) Jamelão • Continental • LP
- (1974) Os melhores sambas enredos 75 • Continental • LP
- (1973) Jamelão • Continental • LP
- (1972) Jamelão interpreta Lupicínio Rodrigues • Continental • LP
- (1970) Jamelão • Continental • LP
- (1969) Cuidado moço • RCA Victor • LP
- (1964) Torre de Babel/Feioso e pobre • Continental • 78
- (1963) Horinha certa/Eu agora sou feliz • Continental • 78
- (1963) Reza/Não adianta • Continental • 78
- (1963) Fim de jornada/Foi assim • Continental • 78
- (1963) Velinha acesa/Eu não quero vacilar • Continental • 78
- (1963) Estamos em paz/Voa meu passarinho • Continental • 78
- (1963) Sambas para todo gosto • Continental • LP
- (1962) A marron do Leblon/Você é gelo • Continental • 78
- (1962) Jamelão canta para enamorados • Continental • LP
- (1961) Amor de mãe/Valsinha da mamãe • Continental • 78
- (1961) Meu barracão de zinco/Vou fugir de mim • Continental • 78
- (1961) Mais do que amor/Qual o quê! • Continental • 78
- (1961) Foi brinquedo/Só meu coração • Continental • 78
- (1961) Dia de pierrô/Linguagem do morro • Continental • 78
- (1961) Jamelão e os sambas mais • Continental • LP
- (1960) Não importa/O grande presidente • Continenta • 78
- (1960) Exemplo/Jajá na Gambõa • Continenta • 78
- (1960) Solidão/Decisão • Continenta • 78
- (1960) Deixei de sofrer/Eu não sou Deus • Continenta • 78
- (1960) Desfile de Campeãs-Jamelão e Escolas de Samba • Continental • LP
- (1959) Ela disse-me assim/Esquina da saudade • Continenta • 78
- (1959) Três amores/Há sempre uma que fica • Continenta • 78
- (1959) O samba é bom assim/Esta melodia • Continenta • 78
- (1959) Fechei a porta/Perdi você • Continenta • 78
- (1959) O samba é bom assim-a boite e o morro na voz de Jamelão • Continental • LP
- (1958) Grande Deus/Frases de um coração • Continental • 78
- (1958) Nem te lembras/Ela está presente • Continental • 78
- (1958) Saudade que mata/Serenata de pierrô • Continental • 78
- (1958) Guarde seu conselho • Continental • 78
- (1958) O samba em Noite de Gala • Continental • LP
- (1958) Escolas de Samba • Continental • LP
- (1957) Moleza/Eu hein, Dolores • Continental • 78
- (1957) Timbó/Pense em mim • Continental • 78
- (1957) Quem mandou/Como ela é boa • Continental • 78
- (1957) Não quero mais/Não tenho ninguém • Continental • 78
- (1956) Cansado de sofrer/Mirando-te • Continental • 78
- (1956) Folha morta/Dengosa • Continental • 78
- (1956) Definição • Continental • 78
- (1956) Vida de circo/Confiança • Continental • 78
- (1955) Bica nova/Se parar esfria • Continental • 78
- (1955) Ogum General de Umbanda/Enconsta o carro (Gírias cariocas) • Continental • 78
- (1955) Corinthians, campeão do centenário/Oração de um rubro negro • Continental • 78
- (1955) Exaltação à Mangueira/Lá vou eu • Continental • 78
- (1955) Eu não mandei/Castigo do céu • Continental • 78
- (1954) Sem teu amor/O caçador de preá • Sinter • 78
- (1954) Alta noite/A cegonha mandou • Sinter • 78
- (1954) Leviana/Deixa de moda • Continental • 78
- (1953) Acabei entrando bem/Vem cá mulata • Sinter • 78
- (1953) Eu não poderei/Deixa amanhecer • Sinter • 78
- (1953) Seu deputado/Voltei ao meu lugar • Sinter • 78
- (1952) Só apanho resfriado/Você vai...eu não • Sinter • 78
- (1952) Eu vou partir/Mora no assunto • Sinter • 78
- (1951) Falso pirata/Lá vem você • Odeon • 78
- (1951) Casinha da colina/Voltei ao meu lugar • Odeon • 78
- (1951) Torei o pau/Onde vai sinhazinha • Odeon • 78
- (1950) Pancho Vila/Este é o maior • Odeon • 78
- (1950) Capitão da mata/Já vi tudo • Odeon • 78
- (1950) Pai Joaquim/Siá Mariquinha • Odeon • 78
- (1950) Pirarucu/Duque de Caxias • Odeon • 78
- (1949) A giboia comeu/Pensando nela • Odeon • 78

## Premiações
- Estandarte de Ouro

1. 1974 - Destaque (Mangueira) [4]
2. 1982 - Melhor intérprete (Mangueira) [5]
3. 1990 - Melhor intérprete (Mangueira) [6]
4. 1992 - Melhor intérprete (Mangueira) [7]
5. 1996 - Melhor intérprete (Mangueira) [8]
6. 1998 - Melhor intérprete (Mangueira) [9]

- Tamborim de Ouro

1. 2002 - Eu Sou o Samba (Personalidade) [10]
2. 2003 - Eu Sou o Samba (Personalidade) [11]

- Troféu Manchete - Papa-Tudo

1. 1995 - Melhor intérprete (Mangueira) [12]